# Vivian Sung
Vivian Sung (chinois traditionnel : 宋芸樺 ; pinyin : Sòng Yúnhuà) est une actrice taïwanaise.

## Filmographie sélective
- 2014 : Café. Waiting. Love (en) de Chin-Lin Chiang (zh)
- 2015 : Our Times de Frankie Chan (en)
- 2018 : Hello Mr. Billionaire de Damo Peng et Fei Yan
- 2019 : Nina Wu de Midi Z
- 2020 : Taipei Suicide Story de Keff
- 2022 : Pour la France de Rachid Hami

## Récompenses
Elle fut nommée dans la catégorie meilleure actrice à la 52e cérémonie des Golden Horse Film Festival and Awards.